# صحافة الموسيقى

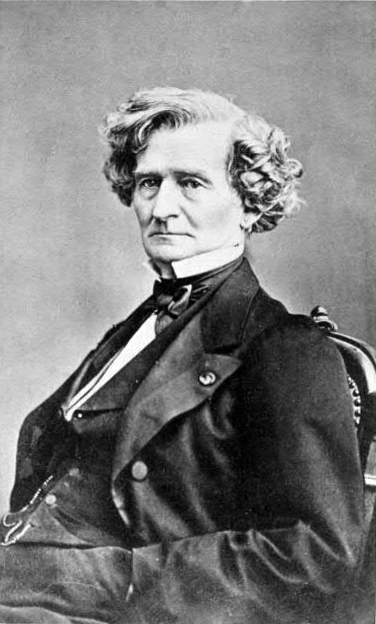
هيكتور بيرليوز, نشط كصحفي موسيقي في باريس في 1830sو 1840s.

صحافة الموسيقى أو الصحافة الموسيقية هي الانتقادات والتغطيات الصحفية عن الموسيقى سواءً كانت شعبية أو كلاسيكية أو تقليدية.

## تاريخ
بدأ النقد الموسيقي في القرن الثامن عشر كتعليق على ما يعرف الآن بالموسيقى الكلاسيكية. وفي الستينيات ، بدأت الصحافة الموسيقية بالبروز أكثر بعد تغطية الموسيقى الشعبية مثل موسيقى الروك والبوب بعد الظهور القوي لفرقة البيتلز.
وأدى انتشار الإنترنت في القرن الحادي والعشرين إلى تطور النقد الموسيقي وانتشاره مع وجود مدونين ونقاد موسيقيين وإعلاميين على الإنترنت. وتتضمن الصحافة الموسيقية اليوم مراجعات للأغاني والألبومات والحفلات الموسيقية الحية، وملفات تعريف لفناني التسجيل، وإعداد تقارير لأخبار الفنانين وأحداث الموسيقى.